# A Double Shot at Love
A Double Shot at Love, conocido como A Double Shot at Love with the Ikki Twins (en castellano Una doble oportunidad en el amor), fue un reality show estadounidense. Era un programa derivado de A Shot at Love, que fue estelarizado por Tila Tequila como anfitriona. La serie, al igual que su predecesora, era un reality bisexual donde 12 hombres heterosexuales y 12 mujeres lesbianas viven en una casa con Erandi Urresti y Shelly Monserrat y compiten por su atención y afecto.
Una de las participantes, Kandice (conocida como Kandi en el show) Hutchinson, falleció en un accidente automovilístico poco después del término de la producción del programa. Por respeto a su familia, los productores editaron las escenas de Kandi debido a que algunas de ellas mostraban su más vergonzoso comportamiento. El segundo episodio de la serie estuvo dedicado a su memoria.
En MTV Latinoamérica inició transmisiones el 6 de agosto de 2009. La canción principal se llama "Ooh Uh Huh" del grupo Millionaires.

## Orden de los desafíos
| #  | Concursantes   | Episodios | Episodios  | Episodios | Episodios | Episodios | Episodios | Episodios | Episodios |
| #  | Concursantes   | 1         | 2          | 3         | 4         | 5         | 6         | 7         | 8         |
| -- | -------------- | --------- | ---------- | --------- | --------- | --------- | --------- | --------- | --------- |
| 1  | Angela         | Elise     | Rebekah[m] | Trevor    | Josh      | Scott     | Rebekah   | Rebekah   | Trevor    |
| 2  | Bella          | Jen       | Trevor     | Xoe       | Trevor    | Trevor    | Trevor    | Trevor    | Rebekah   |
| 3  | Ben            | Kali      | Nicky      | Scott     | Xoe       | Rebekah   | Scott     | Scott     |           |
| 4  | Claudia        | Kandi     | Elise      | Rosemarie | Rebekah   | Rosemarie | Rosemarie |           |           |
| 5  | Corey ("Coop") | Nicky     | Paul       | Kali      | Scott[m]  | Xoe       |           |           |           |
| 6  | Dana           | Rebekah   | Kali       | Josh      | Rosemarie | Josh      |           |           |           |
| 7  | David          | Rosemarie | Matt       | Nick      | Kali      |           |           |           |           |
| 8  | Elise          | Xoe       | Jen        | Rebekah   | Nick      |           |           |           |           |
| 9  | Fazio          | Ben       | Scott      | Elise     |           |           |           |           |           |
| 10 | Freddy         | Coop      | Josh       | Jen       |           |           |           |           |           |
| 11 | James          | James     | Xoe        | Matt      |           |           |           |           |           |
| 12 | Jen            | Josh      | Rosemarie  | Nicky     |           |           |           |           |           |
| 13 | Josh           | Matt      | Nick       | Paul      |           |           |           |           |           |
| 14 | Kali           | Nick      | Kandi      |           |           |           |           |           |           |
| 15 | Kandice        | Paul      | James      |           |           |           |           |           |           |
| 16 | Matt           | Scott     | Coop       |           |           |           |           |           |           |
| 17 | Nick           | Trevor    | Ben        |           |           |           |           |           |           |
| 18 | Nicky          | David     |            |           |           |           |           |           |           |
| 19 | Paul           | Freddy    |            |           |           |           |           |           |           |
| 20 | Rebekah        | Fazio     |            |           |           |           |           |           |           |
| 21 | Rosemarie      | Angela    |            |           |           |           |           |           |           |
| 22 | Scott          | Bella     |            |           |           |           |           |           |           |
| 23 | Trevor         | Claudia   |            |           |           |           |           |           |           |
| 24 | Xoe            | Dana      |            |           |           |           |           |           |           |

     El concursante ganó con ambas gemelas, pero escogió a Vikki.
     La concursante es mujer.
     El concursante es hombre.
     El concursante fue eliminado.
     El concursante ganó el desafío y tuvo una cita grupal.
     El concursante ganó el desafío y obtuvo una cita individual.
     El concursante ganó dos desafíos y obtuvo una cita individual y otra grupal.
     El concursante ganó el desafío pero fue eliminado.
     El concursante fue eliminado fuera de la ceremonia de eliminación.
[m]El concursante fue nombrado "MVP" por las gemelas.
- El orden de llamada está regido al orden en que las gemelas entregaron las llaves.

En el último episodio ambas Rikki como Vikki eligieron a Trevor, pero al final Trevor decidió quedarse con Vikki.
Rikki de forma agresiva se acerca a Trevor y Vikki y le pregunta a Trevor sobre sus sentimientos. En este momento es en el cual Trevor le confiesa a Vikki que cuando estaban en Las Vegas le dijo a Rikki que la amaba.
Vikki y Trevor ya no siguen juntos.